# Фернандес Кольядо, Хесус
Хесус Фернандес Кольядо (исп. Jesús Fernández Collado; 11 июня 1988, Мадрид) — испанский футболист, вратарь клуба «Волунтари».

## Карьера
Хесус начинал свою карьеру в скромной команде «Адарве», а затем побывал в молодёжных командах «Вильярреала» и «Хетафе». В 2009 году он присоединился к «Нумансии», но провёл всего пять встреч, выступая в основном за дубль. В 2010 году Хесус перебрался в «Кастилью», в составе которой стал победителем Сегунда B. За «Реал Мадрид» он дебютировал 21 мая 2011 года, заменив Ежи Дудека в последнем матче сезона против «Альмерии» (8:1).
4 августа 2014 года «Леванте» объявил о переходе Хесуса, ставшего лишь четвёртым вратарём в «Реале». Контракт с игроком был подписан на два года с возможностью продления ещё на два.

## Достижения
- Чемпион Сегунды B: 2011/12
- Обладатель Кубка Испании: 2010/11, 2013/14
- Обладатель Суперкубка Испании: 2012
- Победитель Лиги чемпионов УЕФА: 2013/2014
- Чемпион Румынии: 2018/19